# Jean Dalsace
Jean Dalsace, né le 23 décembre 1893 à Épinal (Vosges) et mort le 22 octobre 1970 à Paris 7e, est un médecin gynécologue et militant pour la planification familiale.

## Biographie
Gynécologue médical, Jean Dalsace soutient sa thèse en 1926, et se spécialise son activité sur le traitement de la stérilité, dont il est un des pionniers en France. Il est d'ailleurs un des fondateurs, et longtemps un dirigeant, de l'Association nationale pour l’étude de la stérilité et de la fécondité.
Son travail dans ce domaine lui vaut une reconnaissance dans le milieu médical qui se traduit, notamment, par la présidence de la Société française de gynécologie qu'il occupe quelque temps.

## Engagement politique
Paradoxalement, ce médecin aisé, fils d'un haut fonctionnaire, est très tôt engagé très à gauche, membre du Parti communiste dès sa fondation en 1921. Il est globalement du côté des avant-gardes dans tous les domaines : convaincu par la psychanalyse, il est aussi amateur d'architecture moderne et fait réaliser par son ami Pierre Chareau, entre 1928 et 1931, une maison de verre qu'il habite ensuite.
Il prolonge cet engagement pendant la Seconde Guerre mondiale, participant à la Résistance, notamment dans l'Allier où il met en place, à Cerilly, un hôpital clandestin pour les combattants des FFI.
A la Libération, il fait partie des intellectuels communistes mis en avant par la direction du parti. Il est notamment membre du « comité de parrainage » de la revue La Pensée.
Mais, au milieu des années 1950, les désaccords avec la direction du parti se font de plus en plus nombreux : il est offusqué de la condamnation par le parti, en 1955, de la campagne menée par Marie-Andrée Lagroua Weill-Hallé et Stéphane Derogy en faveur de la planification familiale, et en complète rupture après le soutien du PCF à l'intervention soviétique en Hongrie, en 1956. Constatant à cette occasion que l'autonomie du Mouvement pour la Paix, dans lequel il milite, vis-à-vis du parti est totalement fictive, il quitte alors le parti.
Il ne quitte cependant pas totalement l'activité politique, et figure ainsi parmi les 121 signataires de la déclaration sur le droit à l’insoumission dans la guerre d’Algérie, en septembre 1960.

## Activité médicale et militantisme pour la planification familiale.
Jean Dalsace se rattache au courant eugéniste progressiste, totalement opposé à l'eugénisme négatif, prôné par l'extrême-droite, en ceci qu'il ne prône pas une « amélioration » de la race par la sélection.[réf. nécessaire]
Au contraire, il s'appuie sur le lamarckisme, mais en priorisant les facteurs environnementaux, sociaux et psychologiques.
Militant de l’association d’études sexologiques fondée en 1931 par le docteur Édouard Toulouse qui prône la régulation des naissances, Il séjourne aux Etats-Unis pour se former aux dernières techniques médicales en la matière.
Il s'engage alors dans un militantisme acharné en faveur de la planification familiale. Dès 1935, il ouvre à Suresnes, avec l'aide du maire Henri Sellier, un dispensaire où il assure des consultations sur la contraception, ce qui à l'époque est totalement illégal. Pour ce fait, il est révoqué de son poste de chef de laboratoire à l'Hôpital Saint-Antoine. Ses compétences de pointe le rendent cependant difficilement remplaçable et il est rapidement reclassé sur un poste de chef du département de lutte contre la stérilité à l'hôpital Broca.
En 1956, il adhère à l'association Maternité heureuse, qui vient d'être fondée par  Marie-Andrée Lagroua Weill-Hallé. Cette association prend ensuite le nom de  Mouvement français pour la planification familiale. Une bonne partie de l'activité de l'association concerne l'abrogation de la loi interdisant la « propagande anti-conceptionnelle », en lien avec la dénonciation du fléau de l'avortement clandestin. Le choix du mouvement de mettre en avant des médecins, et notamment Dalsace, permet de transformer la nature du débat : il ne s'agit pas d'une lutte idéologique et « morale », mais bel et bien de prendre en compte une réalité sociale et les problèmes de santé publique qu'elle produit.
Au sein du MFPF, il incarne l'aile la plus « progressiste », favorable à la gratuité de la contraception, et à la légalisation de l'avortement. Ce courant est, après l'adoption de la loi Neuwirth, majoritaire dans l'organisation, ce qui provoque la démission de  Marie-Andrée Lagroua Weill-Hallé.
Dalsace est alors élu président du mouvement, poste qu'il occupe jusqu'à sa mort, en 1970.

## Travaux et publications
- Castration ovarienne et troubles du métabolisme minéral. A propos d'ostéopathies douloureuses succédant à la ménopause artificielle, Thèse de médecine, 1926
- Technique des prélèvements et des biopsies dans la pratique clinique, Masson, 1926 [en collaboration]
- De certaines algies de la ménopause, essai pathogénique et thérapeutique,"Gynécologie et obstétrique", janvier 1927, Masson [en collaboration]
- Étude de trente-cinq cas de stérilité d'origine tubaire, "Gynécologie et Obstétrique", Octobre 1927, Masson [en collaboration]
- Six nouvelles grossesses consécutives à des explorations tubaires par injection de lipiodol, Bulletin de la Société d'obstétrique et de gynécologie de Paris, juillet 1928, Masson  [en collaboration]
- Vomissements gravidiques, thérapeutique de désensibilisation,"Gynécologie et obstétrique", juillet 1928, Masson, [en collaboration]
- Indications et techniques de la stérilisation chez la femme. "Gynécologie et obstétrique", octobre 1929, Masson, [en collaboration]
- Nouveau procédé d'exploration radiologique et fonctionnelle des voies urinaires "Bulletins et Mémoires de la Société de radiologie médicale de France", mars 1930 [en collaboration]
- Nouveau procédé d'exploration radiologique des voies urinaires de la femme enceinte, in  "Gynécologie et obstétrique", avril 1930, Masson [en collaboration]
- Diagnostic et traitement de la stérilité par l'hystéro salpyngographie, G. Doin, 1930 [en collaboration]
- Grossesses ayant succédé à des hystéro-salpingographies itératives (modifications utéro-tubaires à la suite d'une grossesse), "Bulletin de la Société d'obstétrique et de gynécologie de Paris". Janvier 1931 [en collaboration]
- Insufflation tubaire et hystéro-salpyngographie, (comparaison des deux méthodes),"Bulletin de la Société d'obstétrique et de gynécologie de Paris", février 1932 [en collaboration]
- Neuf nouveaux cas d'infections puerpuérales graves traités avec succès par la méthode des immuno-transfusions, "Bulletin de la société d'obstétrique et de gynécologie de Paris", février 1932 [en collaboration]
- Note sur 54 observations d'infections graves, en rapport avec la puerpéralité, traitées par des transfusions de sang préparé, "Bulletin de la Société d'obstétrique et de gynécologie de Paris", juin 1932
- Etude radiologique de la muqueuse utérine, "Bulletin de la Société d'obstétrique et de gynécologie de Paris", juillet 1933 [en collaboration]
- Coalescence du vagin après accouchement ; traitement, par effluves de haute fréquence ; guérison, "Bulletin de la Société d'obstétrique et de gynécologie", juin 1934 [en collaboration]
- Réaction biologique de la gestation pratiquée à la suite de vomissements précoce, "Bulletin de la Société d'obstétrique et de gynécologie de Paris", mars 1934 [en collaboration]
- Thérapeutique de la ménopause par une gymnastique spéciale, "Gynécologie et obstétrique", octobre 1933
- Wilhelm Stekel, La femme frigide, Gallimard, 1937 [traduction]
- La Stérilité, coll.Que sais-je ?, n°961 Presses universitaires de France, 1962 (rééd.1966)
- La contraception : problèmes biologiques et psychologiques, Presses universitaires de France, 1966 [en collaboration avec Raoul Palmer]

## Sources
- Le Monde, 24, 25-26 octobre 1970
- Dictionnaire biographique du mouvement ouvrier, notice de Sandrine Garcia